# Якімень
Якімень (рум. Iachimeni) — село в Єдинецькому районі Молдови. Входить до складу комуни, адміністративним центром якої є село Костянтинівка.
Більшість населення — українці, згідно з даними перепису населення 2004 року.